# Calenzana
Calenzana (korsisch Calinzana) ist eine Gemeinde mit 2571 Einwohnern (Stand 1. Januar 2022) im französischen Département Haute-Corse und zum Kanton Calvi. Sie liegt in der Balagne.

## Lage
Calenzana liegt etwa zwölf Kilometer südöstlich von Calvi auf 275 Meter Höhe am Rande der Küstenebene am Hang des Monte Grosso (1937 m). In der Nähe liegt der Flughafen Aéroport Calvi-Sainte Catherine. Im über 180 km² großen Gemeindegebiet von Calenzana liegt die Gemeinde Moncale als Enklave.

## Bevölkerungsentwicklung
| Jahr                       | 1962 | 1968 | 1975 | 1982 | 1990 | 1999 | 2006 | 2016 |
| Einwohner                  | 1050 | 1061 | 1478 | 1623 | 1535 | 1722 | 1757 | 2342 |
| Quellen: Cassini und INSEE |      |      |      |      |      |      |      |      |

## Sehenswürdigkeiten
Die ehemalige Stiftskirche Saint-Blaise wurde nach Plänen des Mailänder Architekten Domenico Baina zwischen 1691 und 1701 mit einem Glockenturm im spätbarocken Stil erbaut. Im Inneren zeigt sie ein Deckenfresco mit St. Blasius. Im Chor steht ein Barockaltar von 1767 mit einer Marmorbalustrade. Die Seitenkapellen beidseitig des Chors sind überkuppelt und wirken durch die Trompe-l’œil-Malerei überhöht. 2007 fand eine umfassende Renovierung statt.
Am gleichen Platz gegenüber liegt die Kapelle St. Croix. Der Andachtsraum mit dem originalen Chorgestühl dient den Bruderschaften St. Antoine und St. Restitude. Restituta von Afrika wurde 1984 durch Papst Johannes Paul II. zur Schutzheiligen von Calenzana und der Balagne ernannt.
Der Statuenmenhir von Luzzipeu steht im Amtszimmer der Chapelle Santa Ristituta (Sainte Restitude), nahe der Straße D 151, etwa 1,5 km nordöstlich von Calenzana.
Darüber hinaus befinden sich am südwestlichen Rand des Gemeindegebietes die stillgelegten Minen von L’Argentella.

## Sonstiges
Calenzana ist bekannt als nördlicher Endpunkt des Bergwanderwegs GR 20 als auch des Mare e monti nord. Am Ortsausgang nach Calvi wird für die Wanderer ein Gîte rural mit Zeltplatz und eine Information des Regionalen Naturparks Korsika (frz.: Parc naturel régional de Corse) betrieben.